# Uhldingen-Mühlhofen
Uhldingen-Mühlhofen è un comune tedesco di 8 003 abitanti, situato nel land del Baden-Württemberg.

## Posizione geografica
La cittadina sorge sulla riva settentrionale del Lago di Costanza, fra Überlingen e Meersburg.

## Monumenti e luoghi d'interesse

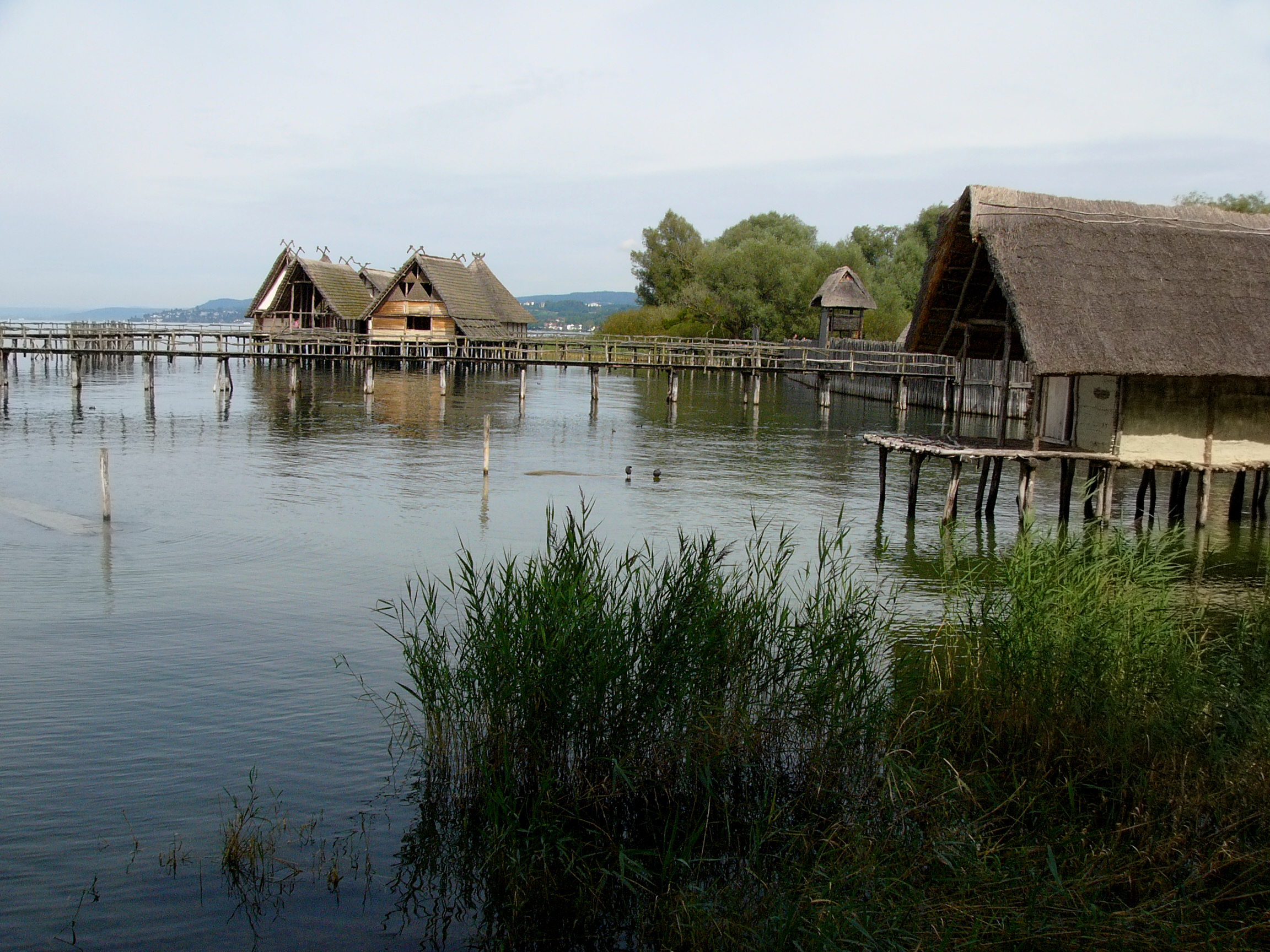
Il Museo delle Palafitte.

- Pfahlbaumuseum. Il "Museo delle Palafitte" è un'esposizione all'aria aperta di palafitte ricostruite secondo i modelli antichi di abitazioni dal Neolitico all'Età del Bronzo. Vennero realizzate fra il 1922 e il 1941, anche se ma le ultime furono costruite nel 2002.
- Wallfahrtskirche Birnau. Il Santuario di Birnau, poco fuori dall'abitato e a dominio del lago, rappresenta uno dei capolavori dell'architettura barocca e dell'ornamentazione rococò della Germania meridionale.